# Швецький-Вінецький Генріх Львович
Генріх Львович (Генах Лейвікович) Швецький-Вінецький (нар. 1901 у Катеринославі — пом. 1965 у Львові) — архітектор, працював у Дніпропетровську та Львові.

## Біографія
Народився 14 червня 1901 року (за старим стилем) в Катеринославі (нині Дніпро) в сім'ї чоботаря. Закінчив гімназію імені І. Г. Генесіна. 1920 року поступив на інженерний факультет Катеринославського єврейського політехнічного інституту. Після ліквідації закладу поступив на архітектурний факультет Петроградського інституту цивільних інженерів, який закінчив 1927 року. Перші проєкти виконав у Ленінграді. Зокрема, високі оцінки здобув його проєкт дому культури. У 1927–1930 роках працював інженером шкільного будівництва у дніпропетровському Окркомунгоспі. Організував проєктне бюро, де працювали студенти будівельного технікуму. Заснував кафедру архітектури у створеному 1930 року інженерно-будівельному інституті. Від 1934 року — доцент. Проєктував житлові та громадські споруди у стилі конструктивізму, зокрема типові проєкти шкіл та амбулаторій. Від 1937 року входив до Всеукраїнського правління Спілки радянських архітекторів. Під час другої світової війни працював у Вірменії. 1944 року повернувся до Дніпропетровська, де став завідувачем кафедри будівельного інституту. Брав участь у розробці генерального плану міста. 
У вересні 1945 року призначений керівником групи генплану «Львівпроекту», переїхав до Львова. Виконував проєкти перебудови громадських споруд. Спільно з Іваном Персіковим нагороджений премією за результатами республіканського конкурсу на проєкт споруди будівельного технікуму. У другій половині 1950-х років перейшов до стилістики функціоналізму, популярної у Львові ще в дорадянський період у 1930-х. У таких формах спроєктував низку малоповерхових житлових будинків, які тиражувались у нових мікрорайонах. Протягом усього львівського періоду працював над генпланом міста. 1961 року, вийшов на пенсію за станом здоров'я. 
Помер у Львові, похований на Личаківському цвинтарі, поле № 1.

## Роботи

### Дніпропетровськ
- Комплекс чотириповерхових корпусів Металургійного інституту на нинішньому проспекті Гагаріна, 4 (1930-ті, перебудований у 1950-х).
- Корпуси Хіміко-технологічного інституту на проспекті Гагаріна, 8 (1930-ті, перебудовані у 1953 році).
- Корпус Інженерно-будівельного інституту на вулиці Чернишевського, 24-А (початок 1930-х). Первісний вигляд змінено перебудовами.
- Проєкт комплексу студентського містечка на проспекті Гагаріна, 38-А. Однак збудовано лише один гуртожиток (1930-ті).
- Стадіон «Динамо», збудований у 1931—1933 роках. Реконструйований у 1939 році, частково зруйнований під час Другої світової. У 2000-х роках на його місці збудовано ансамбль «Крутогорний».
- Так званий «Дім спеціалістів» на проспекті Карла Маркса, 20 (1934, кардинально перебудований після війни).
- Проєкти реконструкції Лагерного, Чечелівського і Кайдакського ринків (середина 1930-х).
- Зелений театр у східній частині парку імені Тараса Шевченка, знищений під час війни і не відбудований (споруджений 1935 року спільно з В. Ковалевичем).
- Проєкт реконструкції ринку «Озерка» (1935—1936).

### Генплан Львова
Найбільшою роботою Швецького-Вінецького був генплан Львова, над яким він працював протягом 16 років. Співавтором номінально вважається також головний архітектор Львова Андрій Натальченко. Програмні засади із перетворення Львова на типове радянське місто були значною мірою успадковані від Олександра Касьянова — головного архітектора міста 1939—1941 років. Найцікавішою частиною генплану були ідеї трансформації історичного центру. Заплановано т. зв. «міську композиційну вісь», яка мала починатись від нинішньої площі Петрушевича, прямувати на північ вулицями Саксаганського, проспектом Шевченка, проспектом Свободи, далі ще неіснуючим проспектом за оперним театром і завершуватись площею в районі нинішньої вулиці Липинського. За оперним та колишнім Скарбківським театрами планувалася найбільша міська площа з будівлями партійних установ та пам'ятником Сталіну. Від площі у східному напрямку була запланована головна «бульварна» магістраль, що провадила на Замкову гору. Копець Люблінської унії планувалося увінчати 50-метровим пам'ятником Леніну. За рахунок знесення житлових кварталів навпроти костелу Єлизавети планувалась ще одна площа. Перетворення вимагали знесення частини історичної забудови, щоправда далеко не в таких масштабах, як це відбулось у Києві та Харкові, містобудівні ідеї яких пропагувались на той час як зразкові. Смерть Сталіна та подальша боротьба Хрущова зі «сталінською архітектурою» стали на заваді реалізації основних позицій генплану. Одночасно авторами генплану було складено реєстр пам'яток місцевого, республіканського і всесоюзного значення.

### Споруди у Львові
- Аркада при вході до Стрийського парку зі сторони вулиці Паркової (1952)[7].
- Аркади при входах до Парку культури і відпочинку з боку вулиць Вітовського і Стрийської[8]. Остання була розібрана 1970 року для будівництва Монументу Слави[9].
- Меморіальний комплекс «Пагорб Слави» (1952, співавтори Андрій Натальченко, Іван Персіков)[10].
- Будівельний технікум на проспекті Свободи (1953, співавтор Іван Персіков)[2].
- Квартали малоповерхової житлової забудови в районі нинішніх вулиць Пасічної та Медової печери (1957, співавтори Людмила Нівіна, Мирон Вендзилович). Проєкт забудови реалізовано частково[11].
- Пам'ятник на могилі генерала-лейтенанта І. Г. Советнікова на Личаківському цвинтарі (1958, скульптор Валентин Подольський)[12].
- Житлові квартали в районі Сигнівки (1958, співавтор Мирон Вендзилович).
- Низка індивідуальних житлових будинків у кварталах вздовж теперішньої вулиці Княгині Ольги. Там же застосовано проєкти й інших архітекторів — М. Вендзиловича, Ю. Геліса, Я. Новаківського, І. Персикова.[13]
- Деякі типові проєкти для малоповерхової забудови селища Жовтневого, розроблені у 1958 році (тепер мікрорайон Левандівка). Генплан виконаний у співавторстві з Мироном Вендзиловичем, Л. Тимченко[14]

Корпус Економічного факультету ЛНУ
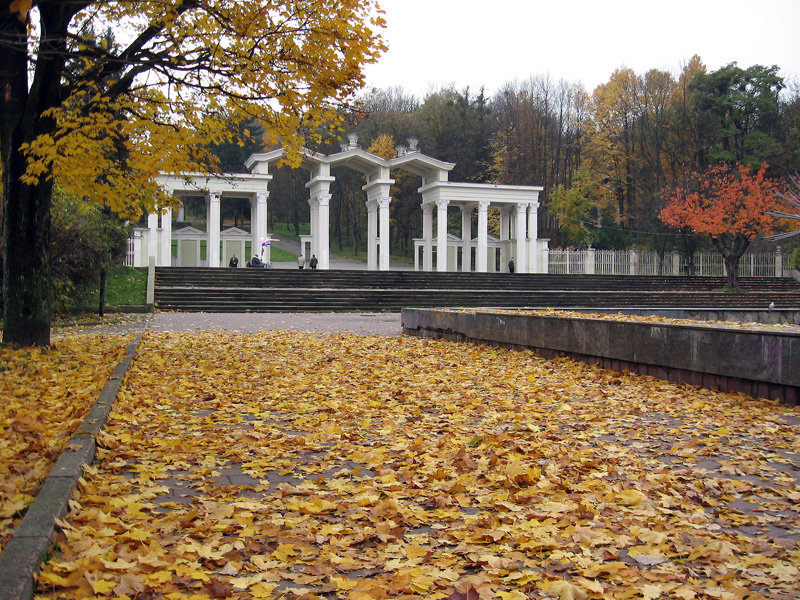
Аркада при вході до Парку культури у Львові
Колишній Палац піонерів у Львові